# Utigures
Utigures eram cavaleiros nômades que floresceram na estepe pôntico-caspiana no século V. Eram semelhantes aos cutrigures do oeste.

## Etimologia
O nome Ut(r)igur, registrado como Οὺτ(τ)ρίγουροι, Οὺτούργουροι e Οὺτρίγου, é geralmente considerado como uma forma metatetizada sugerida por Gyula Németh do turco *Otur-Oğur, assim o *Uturğur significa "trinta ogures (tribos)". Lajos Ligeti propôs derivar de utur- (resistir), enquanto Louis Bazin de uturkar (os vencedores-conquistadores), quturgur e qudurmaq (os enfurecidos).
Tem havido pouco apoio acadêmico para teorias ligando os nomes cutrigur e utigur a povos como os gútios e/ou udis, do antigo Sudoeste Asiático e do Cáucaso, respectivamente, que foram postulados por estudiosos como Osman Karatay e Iuri Zuev. Nenhuma evidência foi apresentada de que os gútios se mudaram de sua terra natal nos montes Zagros (modernos Irã e Iraque) às estepes, e acredita-se que tenham falado uma língua indo-europeia (em vez de turca). Os udis foram mencionados por Plínio, o Velho (História Natural, VI.39), em conexão com os aorsos (às vezes conjuntamente como utidorsos), os sármatas e uma casta/tribo cita conhecida como aroteres ("cultivadores"), que vivia "acima da costa marítima da Albânia [caucasiana] e dos ... udinos" nas margens ocidentais do mar Cáspio. Tampouco há aceitação geral da sugestão de Edwin G. Pulleyblank de que os utigures podem estar ligados aos iuechis – um povo indo-europeu que se estabeleceu na China Ocidental durante os tempos antigos.

## História
A origem das tribos utigures e cutrigures é obscura. Os primeiros habitavam a leste os últimos a oeste da zona da estepe Dom-Azove. Procópio escreveu que: 
| “ | além dos saginos habitam muitas tribos hunas.[a] A terra é chamada Eulísia e os bárbaros povoam a costa do mar e o interior até o chamado lago Meótida e o rio Tánais. As pessoas que viviam lá eram chamadas de cimérios, e agora são chamadas de utigures. Ao norte deles estão as tribos populosas dos antas. | ” |

Procópio também registrou uma lenda genealógica segundo a qual:
| “ | (...) antigamente, muitos hunos, então chamados cimérios, habitavam as terras que já mencionei. Todos tinham um único rei. Certa vez, um de seus reis teve dois filhos: um chamado Utigur e outro chamado Cutrigur. Após a morte de seu pai, compartilharam o poder e deram seus nomes aos povos subjugados, de modo que ainda hoje alguns deles são chamados de utigures e os outros - cutrigures. | ” |

Esta história também foi confirmada pelas palavras do governante utigur Sandilco:
| “ | Não é justo nem decente exterminar nossos tribais (os cutrigures), que não apenas falam uma língua idêntica à nossa, que são nossos vizinhos e têm a mesma vestimenta e modos de vida, mas que também são nossos parentes, ainda que submetidos para outros senhores. | ” |

Agátias (c. 579–582) escreve:
| “ | (...) todos são chamados em geral citas e hunos em particular de acordo com sua nação. Assim, alguns são cutrigures ou utigures e outros ainda são ultizures e burugundes... os ultizures e burugundes eram conhecidos desde o tempo do imperador Leão (r. 457–474) e dos romanos da época e pareciam ter sido fortes. Nós, no entanto, neste dia, nem os conhecemos, nem, penso eu, os conheceremos. Talvez tenham perecido ou talvez tenham se mudado para um lugar muito distante. | ” |

Quando os cutrigures invadiram as terras do Império Bizantino, o imperador Justiniano I (r. 527–565) através de persuasão diplomática e suborno arrastou os cutrigures e utigures para uma guerra mútua. Utigures liderados por Sandilco atacaram os cutrigures que sofreram grandes perdas. De acordo com Procópio, Agátias e Menandro Protetor, dizimaram uns aos outros, até perderem até mesmo seus nomes tribais. Alguns remanescentes dos cutrigures foram varridos pelos ávaros à Panônia, enquanto os utigures permaneceram na estepe pôntica e caíram sob o domínio dos turcos. Sua última menção foi por Menandro Protetor, que registrou entre as forças turcas que atacaram o Bósforo em 576 um exército utigur liderado pelo chefe Anágio (Ανάγαιος). O Bósforo caiu para eles cerca de 579. No mesmo ano, a [embaixada bizantina aos turcos passou pelo território de Acagas (Ἀκκάγας, Aq-Qağan), "que é o nome da mulher que governa os citas lá, tendo sido nomeada na época por Anágio, chefe da tribo dos utigures".